# 撓子群
在群論中，一個阿貝爾群 {\displaystyle A} 的撓子群定義為
{\displaystyle A_{T}:=\{a\in A:\exists n\in \mathbb {N} ,\;na=0\}}
換言之，即 {\displaystyle A} 中的有限階元素。根據 {\displaystyle A} 的交換性可知其為子群，此群有時也記為 {\displaystyle \mathrm {Tor} (A)}。
同理，對任一素數 {\displaystyle p}，可定義 {\displaystyle p}-撓子群：
{\displaystyle A_{T_{p}}:=\{a\in A:\exists n\in \mathbb {N} ,\;p^{n}a=0\}}
撓子群可以表為 {\displaystyle p}-撓子群之直和：{\displaystyle A_{T}=\bigoplus _{p}A_{T_{p}}}。若 {\displaystyle A} 為有限群，則 {\displaystyle A_{T_{p}}} 是其唯一的 {\displaystyle p}-西洛子群。
滿足 {\displaystyle A_{T}=A} 的阿貝爾群稱作撓群或週期群。若滿足 {\displaystyle A_{T}=(0)}，則稱之為無撓群。{\displaystyle A/A_{T}} 必無撓。
對於有限生成的阿貝爾群 {\displaystyle A}，{\displaystyle A_{T}} 為其直和項，即：存在另一子群（未必唯一）{\displaystyle B\subset A} 使得 {\displaystyle A=A_{T}\oplus B}。